# Suworow-Militärschule

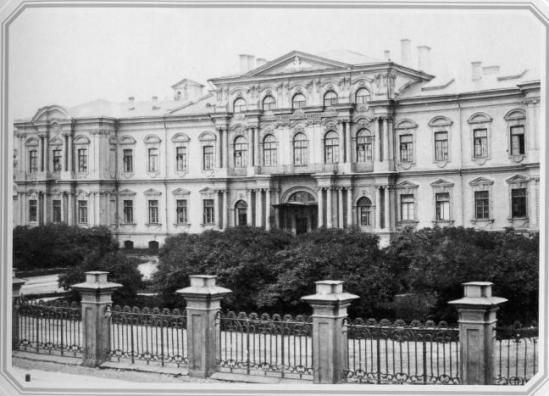
Sankt Petersburg, Suworow-Militärschule im Gebäude des Woronzow-Palastes in der Sadowaja Straße gelegen.

Als Suworow-Militärschule werden in der ehemaligen Sowjetunion und im modernen Russland und Belarus Internatsschulen für Jungen im Alter von 14–18 Jahren bezeichnet. Die Ausbildung in diesen Schulen konzentriert sich auf militärbezogene Themen. Die Schulen sind nach Alexander Wassiljewitsch Suworow benannt.
Es gibt darüber hinaus auch Militärschulen für Jugendliche mit dem Schwerpunkt Marine. Diese sind nach Pawel Nachimow benannt.